# Station Milano Porta Garibaldi
Station Milano Porta Garibaldi (Italiaans: Stazione di Milano Porta Garibaldi) is een groot treinstation in de Italiaanse stad Milaan. Het station is gelegen net ten noorden van de gelijknamige Milanese wijk Porta Garibaldi. Milano Porta Garibaldi is het belangrijkste station van de stad voor het forensenverkeer met 25 miljoen passagiers jaarlijks. Het is echter niet het drukste station van de stad, dat is het 1 kilometer meer naar het oosten gelegen station Milano Centrale waar jaarlijks 125 miljoen reizigers passeren. Metrostation Garibaldi FS van lijn 2 en lijn 5 ligt voor het station. Het station ligt aan de piazza Sigmund Freud.
Naast het voorstadsverkeer is het station ook de terminus voor de TGV naar Parijs, en de Italiaanse hogesnelheidslijn die Turijn over Milaan met Bologna, Firenze, Rome, Napels en Salerno verbindt. Ook is het station het vertrekpunt voor een aantal Italiaanse en internationale nachttreinen.
| Serie    | Treinsoort | Route | Bijzonderheden |
| -------- | ---------- | --- | -------------- |
| TGV 9240 | TGV (SNCF) | Paris-Lyon – [ Lyon-Saint-Exupéry TGV – ] / [ Lyon-Part-Dieu – ] Chambéry-Challes-les-Eaux – Modane – Bardonecchia – Oulx-Cesana-Claviere-Sestrières – Torino Porta Susa – Vercelli – Novara – Milano Porta Garibaldi |                |